# Bíawacheeitchish
Bíawacheeitchish ('Den kvinnliga hövdingen'), även känd som Pine Leaf, född 1806, död 1858, var en uramerikansk hövding.   Hon var en krigarhövding ur kråkstammen och medlem av kråkstammarnas hövdingaråd. Hennes position var ovanlig för en kvinna inom Crowkulturen och hon väckte stort intresse även hos västerlänningar, som idealiserade henne som en amason. 